# Peñas de San Pedro (kommunhuvudort)
Peñas de San Pedro är en kommunhuvudort i Spanien.   Den ligger i provinsen Provincia de Albacete och regionen Kastilien-La Mancha, i den centrala delen av landet, 240 km sydost om huvudstaden Madrid. Peñas de San Pedro ligger 1 028 meter över havet och antalet invånare är 1 259.
Terrängen runt Peñas de San Pedro är platt åt sydost, men åt nordväst är den kuperad. Runt Peñas de San Pedro är det glesbefolkat, med 9 invånare per kvadratkilometer. Närmaste större samhälle är Pozohondo, 8,1 km öster om Peñas de San Pedro. Omgivningarna runt Peñas de San Pedro är i huvudsak ett öppet busklandskap.